# Marlboro Grand Prix 1991
Marlboro Grand Prix 1991 var ett race som var den nionde deltävlingen i PPG IndyCar World Series 1991. Racet kördes den 14 juli i Meadowlands Sports Complex i New Jersey. Det var sista gången IndyCar-cirkusen besökte Meadowlands, och den sista vinnaren kom att bli mästerskapsledaren Bobby Rahal, som därmed utökade sin sammanlagda ledning. Al Unser Jr. blev tvåa, vilket ledde till en dubbelseger för Galles-Kraco Racing. Rick Mears slutade på tredje plats.

## Slutresultat
| Plats | Förare                | Team                     | Grid | Kvaltid |
| ----- | --------------------- | ------------------------ | ---- | ------- |
| 1     | Bobby Rahal           | Galles-Kraco Racing      | 4    | 37,997  |
| 2     | Al Unser Jr.          | Galles-Kraco Racing      | 6    | 38,136  |
| 3     | Rick Mears            | Marlboro Team Penske     | 1    | 37,772  |
| 4     | John Andretti         | Hall/VDS Racing          | 11   | 38,538  |
| 5     | Eddie Cheever         | Chip Ganassi Racing      | 13   | 38,883  |
| 6     | Danny Sullivan        | Patrick Racing           | 14   | 38,955  |
| 7     | Emerson Fittipaldi    | Marlboro Team Penske     | 2    | 37,961  |
| 8     | Scott Goodyear        | UNO Racing               | 12   | 38,644  |
| 9     | Scott Brayton         | Dick Simon Racing        | 8    | 38,389  |
| 10    | Willy T. Ribbs        | Walker Racing            | 16   | 39,202  |
| 11    | Mike Groff            | Euromotorsport           | 10   | 38,528  |
| 12    | Hiro Matsushita       | Dick Simon Racing        | 22   | 40,380  |
| 13    | A.J. Foyt             | A.J. Foyt Enterprises    | 18   | 39,749  |
| 14    | Randy Lewis           | Dale Coyne Racing        | 23   | 42,083  |
| 15    | Mario Andretti        | Newman/Haas Racing       | 5    | 38,127  |
| 16    | Michael Andretti      | Newman/Haas Racing       | 3    | 37,989  |
| 17    | Scott Pruett          | Truesports Co.           | 9    | 38,440  |
| 18    | Arie Luyendyk         | Vince Granatelli Racing  | 7    | 38,224  |
| 19    | John Jones            | Arciero Racing           | 21   | 40,352  |
| 20    | Didier Theys          | Leader Cards Racing      | 20   | 40,177  |
| 21    | Tony Bettenhausen Jr. | Bettenhausen Motorsports | 15   | 38,975  |
| 22    | Ted Prappas           | P.I.G. Racing            | 19   | 39,779  |
| 23    | Jeff Andretti         | Bruce Leven Racing       | 17   | 39,342  |